# Suwon KT Sonicboom
I Suwon KT Sonicboom sono una società professionistica di pallacanestro sudcoreana con sede a Suwon che partecipa alla Korean Basketball League (KBL), il massimo livello del campionato sudcoreano. Sono stati fondati nel 1997 a Gwanju come Gwangju Nasan Flamans, poi rinominati Gwangju Goldbank Clickers. Nel 2000 sono stati spostati a Yeosu diventando prima gli Yeosu Goldbank Clickers, poi gli Yeosu Korea-Tender Purmi. Nel 2003 la squadra si è trasferita a Busan ed è stata acquistata da Korea Telecom Freetel, assumendo il nome di Busan KTF Magicwings. In seguito alla fusione dell'azienda con Korea Telecom, la squadra è stata rinominata Busan KT Sonicboom.